# Servi di Gesù e Maria
I Servi di Gesù e Maria (in latino Congregatio Servorum Iesu et Mariae) sono un istituto religioso maschile di diritto pontificio: i membri di questa congregazione clericale pospongono al loro nome la sigla S.I.M.

## Storia
La congregazione dei Servi di Gesù e Maria è una di quelle nate sulla base del motu proprio di papa Giovanni Paolo II "Ecclesia Dei afflicta" (2 luglio 1988): venne fondata dal sacerdote Andreas Hönisch (1930-2008), già gesuita.
Il primo nucleo della congregazione, formatasi ufficialmente nel 1988, era composto da guide e scout della Katholische Pfadfinderschaft Europas, branca austro-tedesca dell'Unione Internazionale delle Guide e Scouts d'Europa, creata dallo stesso padre Hönisch nel 1976. La formazione dei primi sacerdoti dell'istituto avvenne presso il seminario della Fraternità Sacerdotale San Pietro, ma successivamente venne aperto una casa di formazione loro riservata a Blindenmarkt.
I Servi di Gesù e Maria ottennero il riconoscimento ecclesiastico di istituzione di diritto pontificio nel 1994.

## Attività e diffusione
I membri della congregazione si propongono di mantenere viva la spiritualità gesuitica preconciliare: le loro liturgie sono officiate secondo il messale del 1962, precedente alla riforma liturgica operata dopo il Concilio, ma hanno accettato di celebrare anche secondo il Novus Ordo Missae. Curano particolarmente la pastorale della gioventù e l'assistenza spirituale degli scout. Padre Hönisch ha mantenuto la carica di Superiore Generale della congregazione sino alla morte.
Al 31 dicembre 2019, l'istituto contava 3 case e 52 religiosi, 34 dei quali sacerdoti; svolge il suo apostolato in Austria, Belgio, Francia, Germania, Kazakistan e Italia.